# Windwardside
Windwardside è il secondo centro abitato più popoloso di Saba dopo The Bottom ed è chiamata così perché si trova nella parte sopravento dell'isola.

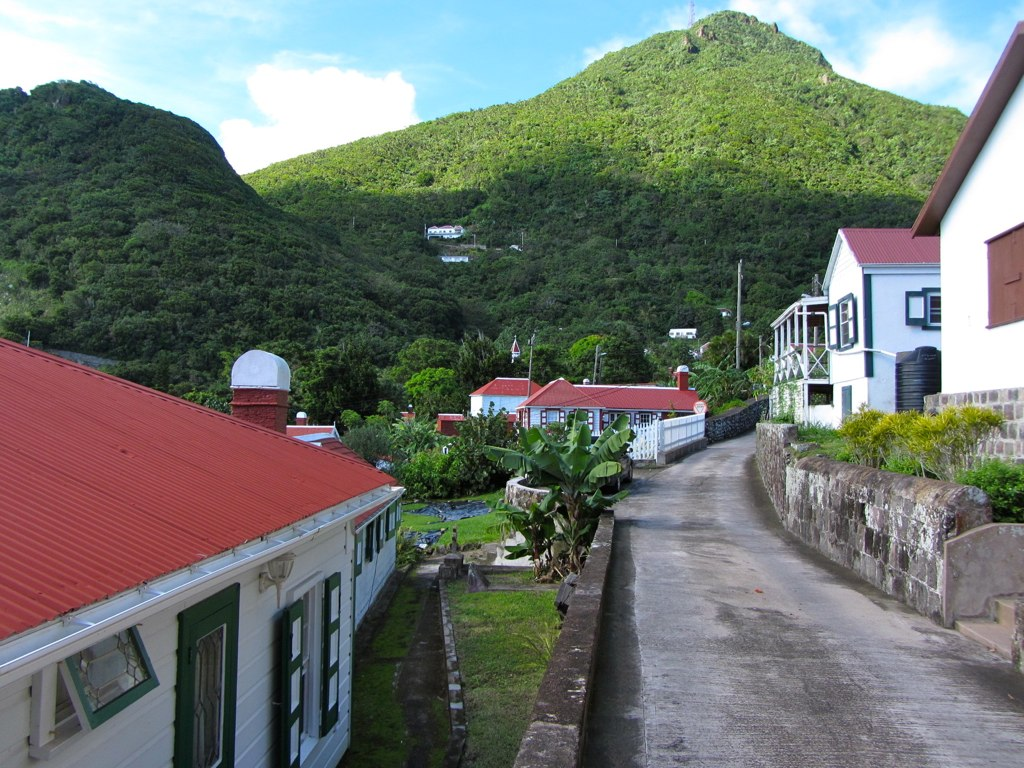
Una strada della piccola cittadina

Si trovano due banche e diversi negozi di immersione, nonché negozi di alimentari, negozi di articoli da regalo e vari altri.

## Cultura

### Musei
- Museo Harry L. Johnson, un museo marittimo.

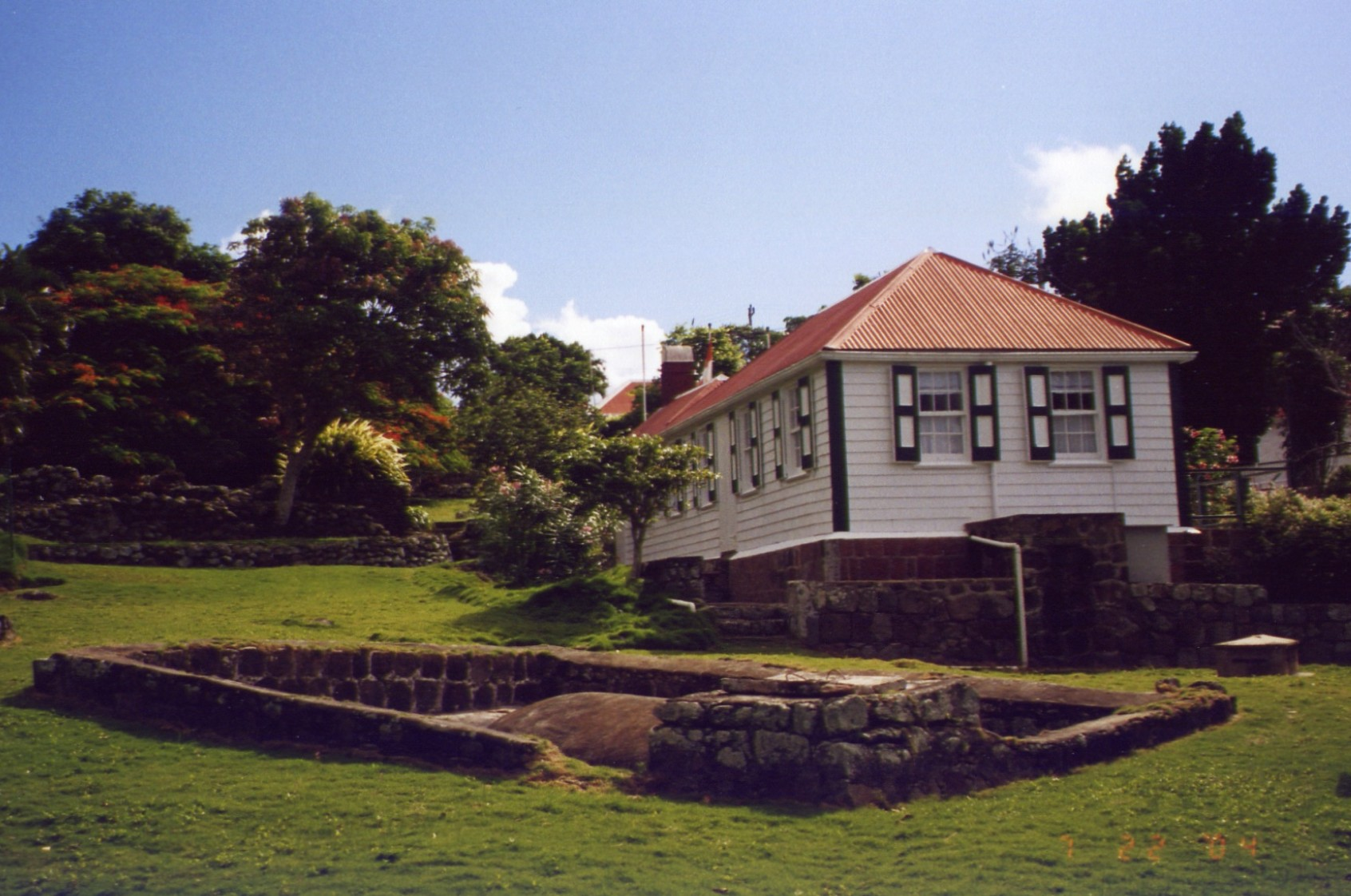
Il museo

## Economia

### Turismo
L'industria più sviluppata è quella del turismo, infatti proprio qui a Windwardside ci sono diversi hotel e locande che servono principalmente i turisti che vengono sull'isola per immergersi e godersi la natura di Saba.